# سد ناندونی
سد ناندونی (به لاتین: Nandoni Dam) یک سد در آفریقای جنوبی است که در لیمپوپو واقع شده‌است.